# Antón Reixa
Antonio Javier Eulogio Rodríguez Reija, més conegut com a Antón Reixa, (Vigo, 1957) és un escriptor, músic i director de cinema gallec. Entre 2012 i 20123 ostentà el càrrec de president de la Societat General d'Autors i Editors (SGAE).

## Biografia
Va estudiar Filologia gallega. La seva professió és molt diversa. Ha estat escriptor i cantant del grup Os Resentidos. Com a poeta ha estat un dels fundadors del grup poètic Rompente (1976-1983) i també de Rompente Edicións. Com a membre d'aquest col·lectiu, ha publicat Silabario da turbina (1978), Fóra as vosas suxas mans de Manoel Antonio (1979) i A dama que fala (1983).
També és autor d'As ladillas do travesti (1980), d'Historia do rock and roll (1984), de Días contra fotocopias (1987), carpetes de poemes i gravats en col·laboració amb els pintors Menchu Lamas i Antón Patiño, i de Látego de algas (2008). I ha publicat el videopoemari Ringo Rango (1993) i el llibre de narracions Transporte de superficie (1991). La seva obra s'emmarca en l'avantguarda i es caracteritza per un deliberat distanciament de qualsevol element de transcendència literària.
L'any 1984 fundà, al costat d'Alberto Torrado i Javier Soto el grup Os Resentidos. La seva cançó més popular va ser "Fai un sol de carallo" (1986), però el seu disc més aclamat per la crítica va ser Jei (1990), triat per la revista musical Rockdelux com a millor disc de l'any. Immers en la moguda madrilenya també va col·laborar amb el grup Siniestro Total. Os Resentidos se separaren el 1994. Llavors es va ajuntar amb el basc Kaki Arkarazo (guitarrista i productor de Negu Gorriak i els extints M-ak) amb el qual va formar el grup Nación Reixa, al qual s'uneix Mikel Abrego el 1997. El 1999 llançà un disc en solitari ajudat per Kaki Arkarazo: Escarnio.
Encara que en els anys vuitanta i noranta es va dedicar més a la música, també va treballar en el món del cinema. A partir del 2000 s'ha centrat més en la faceta multimèdia.
El 2002 estrena la seva primera pel·lícula com a director, El lápiz del carpintero, protagonitzada per María Adánez, Tristán Ulloa i Luis Tosar, a la qual seguiria el 2007 Hotel Tívoli, amb Luis Tosar de nou entre el repartiment principal.
El 2011 va anunciar que es presentaria com a candidat per a presidir la nova etapa de la SGAE, i en fou elegit president el 8 de maig de 2012. Va deixar el càrrec un any després.